# バティン

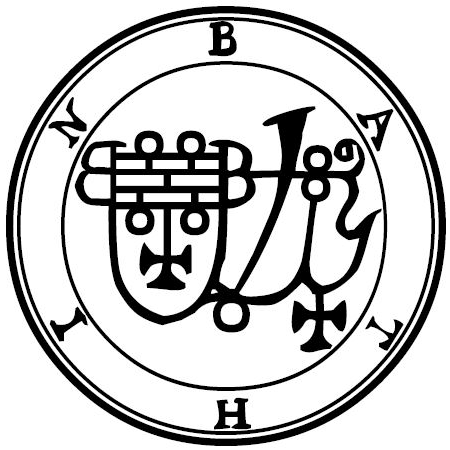
『ゴエティア』に記されたバティンのシジル

バティン（Bathin）は、悪魔学における悪魔の一人。

## 概要
バティム（Bathym）あるいはマルティム（Marthim）とも呼ばれる。
『ゴエティア』によると、序列18番の地獄の大公爵。30の悪魔の軍団を率いるという。
『大奥義書』によれば、フルーレティの支配下にあるという。
レジナルド・スコットの『妖術の開示』1655年版では、パイモン、バティン、バルマを呼び出し、その恩恵を受ける方法が書かれている。この書によれば、バティンは炎の源泉の深い領域に属しているという。ルシファーの使い魔の二番手であり、地獄の位階の中でも敏捷さと愛想のよさでは並ぶものがないとされる。
召喚されると、青ざめたウマに乗りヘビの尾を持つ屈強な男の姿で現れる。薬草や宝石の効能を知り、人を国から国へとあっという間に運ぶ力を持つ。